# 舍林大街站
舍林大街站（德語：U-Bahnhof Schillingstraße）是柏林地鐵的是柏林地鐵地铁5号線的一座車站。其位于卡尔·马克思大道下方。站名源自于附近的舍林大街。